# العمر الضائع (مسلسل)
العمر الضائع أو مروى هو مسلسل مكسيكي مدبلج إلى اللهجة اللبنانية ويعرض حصريا على قناة دوزيم وmtv lebanon وتدور الأحداث في مدينة أكابولكو. مروة فتاة جميلة شابة تسكن بالقرب من الشاطئ في مدينة سياحية تقود قارب بسيط وحياتها بسيطة
أيضا تتوفى والدتها.في نفس اليوم تم محاولة اغتصابها من عبدو وحين قاومت قام بضربها وحرق منزلها وفي نفس الوقت تلقت خبر وفاة والدتها وكانت أمنية والدتها رولا أن يهتم بعا عمها مسعود.ذهبت مروة إلى عائلة مسعود وهناك تتلقى معاملة ازدراء واحتقار وسبيكنون لها الشر ونظرات الغيرة والرفض.و هذه الفتاة السطحية من مجتمع فقير ستحاول أن تتكيف مع الاغنياء بناء على رغبة أمها بأن يهتم بها مسعود دون أن تعلم أنه عمها.هذه الفتاة المتواضعة فجأة غاطسة في عالم الأغنياء الذين يعيشون حياة الترف والمؤامرة والانتقام في هذا الوقت تجد مروة الحب الحقيقي مع رجل مستحيل.

## القصة

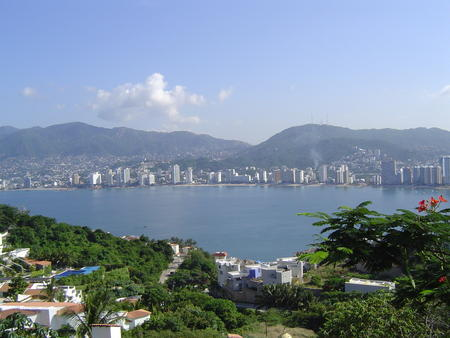
مدينة اكبولكو "Acapulco"السياحية التي صور فيها المسلسل

مروى شابة جذابة ذكية وقوية عملت من أجل كسب المال كي تعيش مع والدتها بكرامة دون اللجوء إلى أحد. تألمت كثيرا عندما فقدت أمها التي كانت تلجأ إلى حضنها بعد نهار طويل مليء بالتعب والعذاب.
تعرضت مروى لمواقف مؤذية كثيرة، لكنها دافعت عن نفسها بشراسة، واضطرت للعيش مع عمها مسعود بعد وفاة أمها بوقت قصير، هذا الأخير عاملها كابنته، فوجدت الحماية والاطمئنان من متاعب الدهر، وهو بدوره سعى جاهدا لمساعدتها وتعليمها.
تعرضت مروى لحادث خلال عملها السابق، سببه وسام ابن عمها الذي لم تتعرف إليه سابقا. أعجب بها وسام من أول نظرة، ومع مرور الوقت ومن خلال تواجدها مع عمها وقع في حبها، وسام شاب تائه ويبذر ماله دون وعي، أجبرته أمه على الزواج من امرأة لا يحبها، لكن حياته تغيرت عندما وقع في حب مروى وتزوجها...
تعلم مروى لاحقا بأنها حامل، وتفرح كثيرا، لكن والدة وسام ستعمل على إبعادهما عن بعضهما البعض. وستصاب مروى بعد ذلك بإحباط شديد بعد اختطاف مولودها، وسرعان ما سيكتشف وسام أن أمه من دبر هذه الحيلة لكي تبعده عن حبيبته...

## ابطال المسلسل
- اسمها الحقيقي : Sandra Echeverria
- اسم شخصيتها : مروى
- صوت: أسمهان بيطار

الفتاة الفقيرة التي تتغير حياتها
بمجرد موت امها لتدخل عالم
الأغنياء الذي تجهله من خلال عمها
- اسمه الحقيقي : Manolo Cardona
- اسم شخصيته : وسام
- صوت: حسن المصري

شاب مستهتر لايصلح لشيئ تزوج
باكرا لان والدته ارادت ذلك وهو
لا يطيق زوجته فكيف سيغرم
بمروى الفتاة المتوحشة ؟؟
- اسمها الحقيقي : Aylin Mujica
- اسم شخصيتها : نورا & نجوى
- صوت: ميري أبي جرجس

اختان توأم مختلفتان تمام
الاختلاف ولكل واحدة احلامها
وحياتها الخاصة
نورا الفتاة البسيطة المحتشمة
وسكرتيرة مسعود ونجوى....!!!
- اسمها الحقيقي : Susana Dosamantes
- اسم شخصيتها : عايدة والدة وسام
- صوت: نداء زغيب

امرأة قوية ومتسلطة وشريرة جدا
ولن تتقبل مروى في حياتها
ومنزلها بسهولة !!
- اسمه الحقيقي : Humberto Zurita
- اسم شخصيته : مسعود
- صوت: فؤاد شمص

عم مروة وكان يحب امها سابقا
لكنها لم تحبه بل عشقت اخاه
الذي تركها وهي حامل اوصته
رولا والدة بديعة
بأبنتها وابنة اخية مروى ووعدها
فهل سيفي با الوعد ؟؟
- اسمه الحقيقي : Jorge Luis Vázquez
- اسم شخصيته : اياد
- صوت: ميلاد رزق

شقيق وسام وهو متزوج
من ميادة ولديهما ابن اسمه فؤاد
- اسمه الحقيقي : Carlos Caballero
- اسم شخصيته : عبدو
- صوت: هشام أبو سليمان

كان صديق وسام المغرور والشرير
سيحاول جعل حياة مروة مستحيلة
وذلك لرفضها الاستسلام له كما
يحاول اغتصابها " هويدا الجارة ؛ صوت : (رنا الرفاعي)

## طاقم العمل
- كاتب المسلسل : Alberto Gómez &Cristina Policastro
- مخرج المسلسل : David Posada
- مخرج الدبلحة: محمد الطبيلي

## البث
| ! الدولة | القناة الباثة | التاريخ | الرابط على القناة |
| -------- | ------------- | ------- | ----------------- |
| لبنان    | mtv lebanon   | 2009    |                   |
| المغرب   | دوزيم         | 2009    | دوزيم             |
|          |               |         |                   |
|          |               |         |                   |

## روابط خارجية
- العمر الضائع على موقع IMDb (الإنجليزية)
- العمر الضائع على موقع كينوبويسك (الروسية)
- العمر الضائع على موقع قاعدة بيانات الفيلم (الإنجليزية)